# Walter Sutherland
Walter Sutherland (Skaw, ... – Skaw, 1850) è stato l'ultima persona di madrelingua norn.

## Biografia

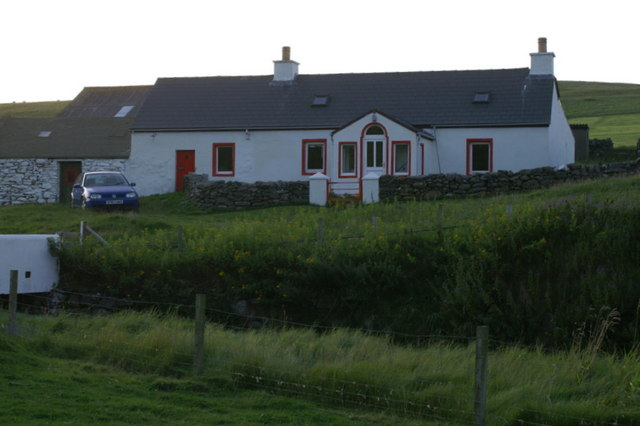
The Haa, edificio più a nord del Regno Unito nel villaggio di Skaw (Scozia) e casa dove visse per tutta la vita Walter Sutherland.

Nato nell'isola di Unst nelle Shetland e di professione pescatore, visse nel villaggio di Skaw nei pressi dell'Unst Boat Haven nel cottage chiamato The Haa che è l'edificio più a nord del Regno Unito.
Sutherland morì a Skaw intorno al 1850, il linguista faroese Jakob Jakobsen (1864-1918) scrisse su di lui:
Ancora negli ultimi decenni del XVIII secolo, canzoni e ballate norn sopravvivevano nella bocca della gente comune. [...] In molte parti delle Shetland, Foula e soprattutto le isole del nord, l'attuale generazione di anziani ricorda i propri nonni parlare una lingua che difficilmente si riusciva a capire, e che si chiamava norn o norse. [...] Non più tardi del 1894, a Foula c'erano persone che dicevano frasi in norn, come io stesso ho avuto l'opportunità di ascoltare. L'ultimo uomo a Unst che si dice che aveva la capacità di parlare il norn, [è stato] Walter Sutherland di Skaw, morto intorno al 1850. A Foula, d'altra parte, gli uomini che vissero molto oltre la metà di questo secolo si dice che erano in grado di parlare il norn.»
(Jakob Jakobsen, 1894)